# Dawkinsia

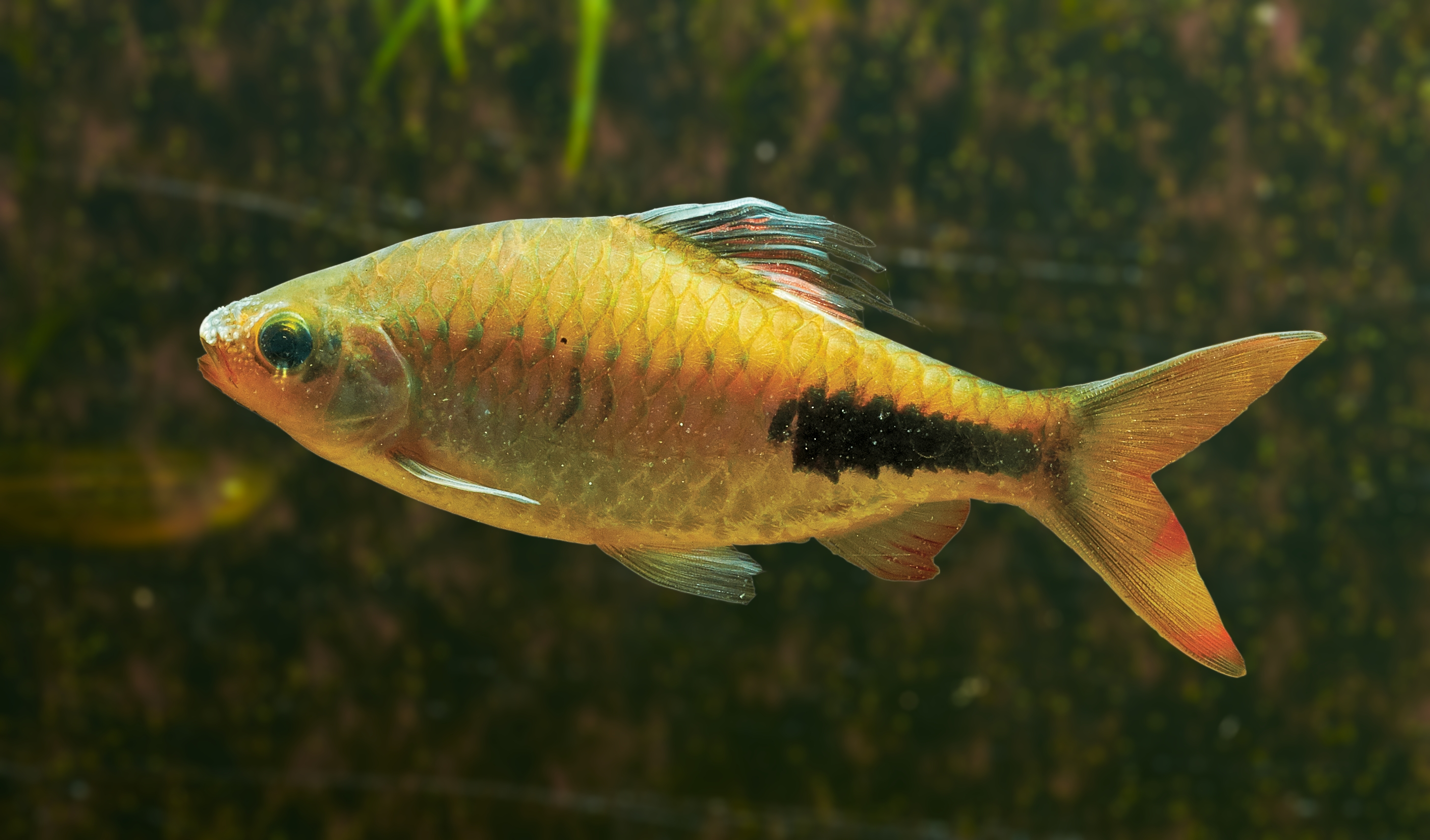
Dawkinsia exclamatio

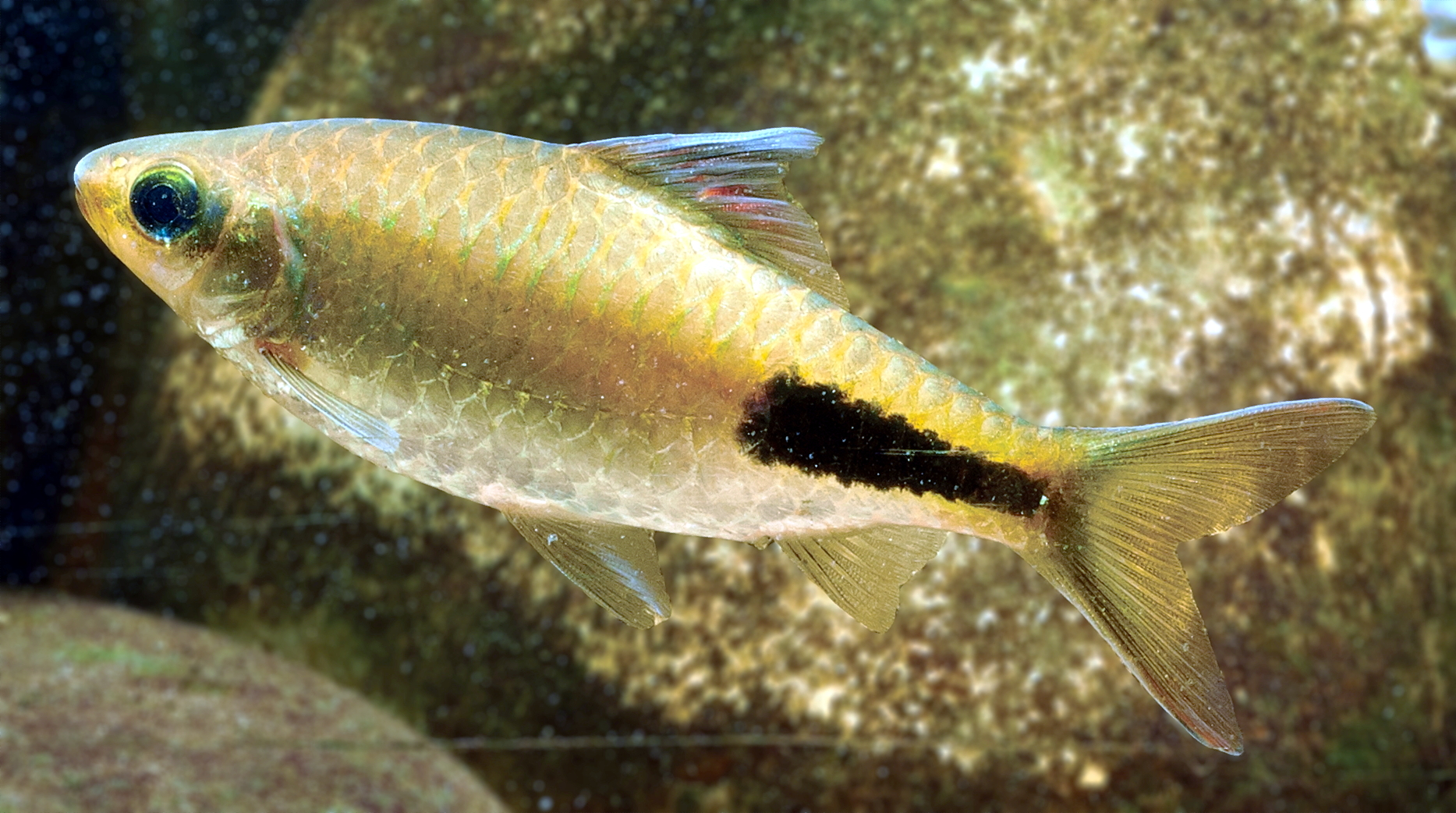
Dawkinsia rohani

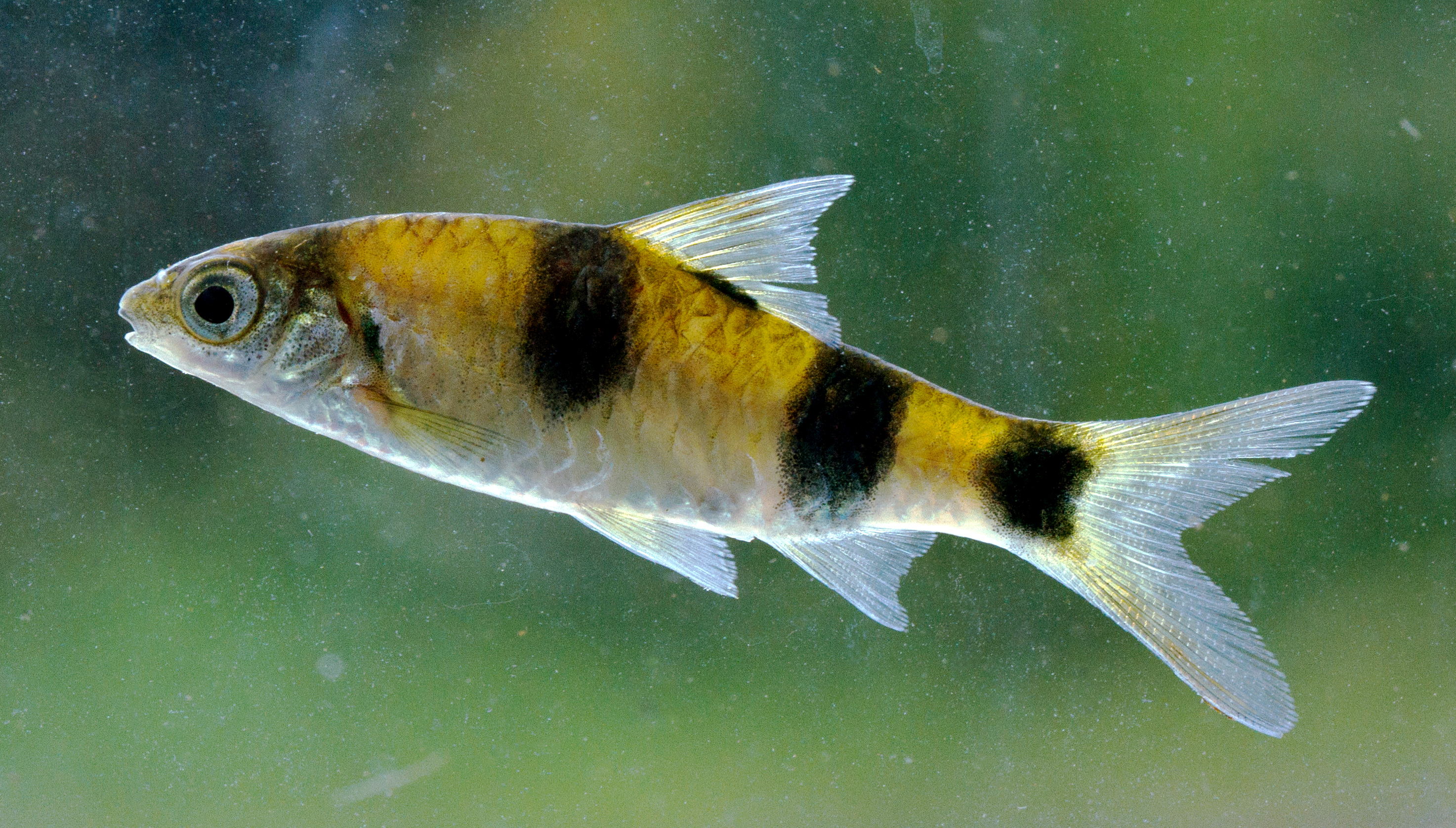
Dawkinsia srilankensis

Dawkinsia ist eine südasiatische Gattung der Karpfenfische (Cyprinidae). Alle Arten der Gattung kommen endemisch nur in Südindien oder auf Sri Lanka vor. Zur Gattung, die erst im Sommer 2012 aufgestellt wurde, gehören 15 Arten die vorher, teilweise als Puntius filamentosus-Artengruppe zusammengefasst, zur Sammelgattung Puntius gehörten oder neu beschrieben wurden. Die Gattung wurde zu Ehren des Evolutionsbiologen und Autors wissenschaftlicher und populärwissenschaftlicher Literatur, Richard Dawkins benannt, um seine Leistungen zu würdigen, die Evolutionstheorie in der Öffentlichkeit zu verbreiten.

## Merkmale
Dawkinsia-Arten erreichen als ausgewachsene Fische normalerweise eine Standardlänge zwischen 8 und 12 cm. Nur die Typusart, die Schwarzfleckbarbe (Dawkinsia filamentosa) wird mit einer Maximallänge von 18 cm größer. Der Körper der Dawkinsia-Arten ist seitlich abgeflacht und langgestreckt. Diagnostische Merkmale der Gattung sind das Fehlen von Rostral-Barteln, das Vorhandensein oder Fehlen von Maxillar-Barteln, der glatte letzte unverzweigte Flossenstrahl der Rückenflosse, 4 unverzweigte und 8 verzweigte Rückenflossenstrahlen, 3 unverzweigte und 5 verzweigte Afterflossenstrahlen, eine vollständige Seitenlinie mit 18 bis 22 Schuppen, einfache, zugespitzte Kiemenrechen (nicht verzweigt oder lamellenartig abgeplattet), freie Uroneuralia, 4 bis 5 Wirbel mit Dornfortsätzen (Supraneuralien), 15 Wirbel im Abdomen sowie 14 bis 17 in der Schwanzwirbelsäule und der schlanke Infraorbitalknochen Nr. 3 (Knochen um die Augen), der den Vorkiemendeckel nicht überlappt.
Junvenile Dawkinsia-Exemplare, unterhalb einer Länge von 5 cm, zeigen ein Farbmuster von drei dunklen Bändern auf den Körperseiten, das bei adulten Tieren erhalten bleiben, oder bis auf einen schwarzen, horizontal langgezogenen Fleck auf dem Schwanzstiel verschwinden kann.

## Arten
- Dawkinsia apsara Katwate et al., 2020
- Dreibandbarbe (Dawkinsia arulia Jerdon, 1849)
- Dawkinsia assimilis (Jerdon, 1849)
- Dawkinsia austellus Katwate et al., 2020
- Dawkinsia chalakkudiensis (Menon, Rema Devi & Thobias, 1999)[5]
- Dawkinsia crassa Katwate et al., 2020
- Denisonbarbe (Dawkinsia denisonii Day, 1865)[6]
- Dawkinsia exclamatio (Pethiyagoda & Kottelat, 2005)
- Schwarzfleckbarbe (Dawkinsia filamentosa Valenciennes, 1844) (Typusart)
- Dawkinsia rohani (Rema Devi, Indra & Knight, 2010)
- Dawkinsia rubrotinctus (Jerdon, 1849)
- Dawkinsia chalakkudiensis (Menon, Rema Devi & Thobias, 1999)
- Dawkinsia singhala (Duncker, 1912)
- Dawkinsia srilankensis (Senanayake, 1985)
- Dawkinsia tambraparniei (Silas, 1954)
- Dawkinsia uttara Katwate et al., 2020